# Dzán
Dzan är en ort i Mexiko.   Den ligger i kommunen Dzán och delstaten Yucatán, i den östra delen av landet, 1 000 km öster om huvudstaden Mexico City. Dzan ligger 31 meter över havet och antalet invånare är 4 532.
Terrängen runt Dzan är platt. Runt Dzan är det ganska glesbefolkat, med 31 invånare per kvadratkilometer. Närmaste större samhälle är Ticul, 7,0 km väster om Dzan. Omgivningarna runt Dzan är en mosaik av jordbruksmark och naturlig växtlighet.